# 日本三大美肌の湯
日本三大美肌の湯（にほんさんだいびはだのゆ）は、肌に対する効能が良い温泉として、藤田聡によって選ばれた。

## 嬉野温泉
佐賀県嬉野市
泉質：ナトリウム炭酸水素塩・塩化物泉

## 斐乃上温泉
島根県仁多郡奥出雲町
泉質：アルカリ性単純温泉

## 喜連川温泉
栃木県さくら市
泉質：ナトリウム塩化物泉 